# 소련의 국방상
| 초상                             | 초상                             | 성명 (생몰)                                           | 임기                             | 임기                             | 임기                             | 정당                                         | 정당                             | 국가원수                                             | 정부수반                         | 서기장                                | 비고                                                                          |
| 초상                             | 초상                             | 성명 (생몰)                                           | 취임                             | 퇴임                             | 기간 (일수)                      | 정당                                         | 정당                             | 국가원수                                             | 정부수반                         | 서기장                                | 비고                                                                          |
| 군사해사인민위원 (1917년-1934년) | 군사해사인민위원 (1917년-1934년) | 군사해사인민위원 (1917년-1934년)                      | 군사해사인민위원 (1917년-1934년) | 군사해사인민위원 (1917년-1934년) | 군사해사인민위원 (1917년-1934년) | 군사해사인민위원 (1917년-1934년)             | 군사해사인민위원 (1917년-1934년) | 군사해사인민위원 (1917년-1934년)                     | 군사해사인민위원 (1917년-1934년) | 군사해사인민위원 (1917년-1934년)      | 군사해사인민위원 (1917년-1934년)                                              |
| -------------------------------- | -------------------------------- | ----------------------------------------------------- | -------------------------------- | -------------------------------- | -------------------------------- | -------------------------------------------- | -------------------------------- | ---------------------------------------------------- | -------------------------------- | ------------------------------------- | ----------------------------------------------------------------------------- |
| 1                                |                                  | 전쟁해사인민위원평의회                                | 1917년 11월 8일                  | 1917년 11월 15일                 | 7                                | 볼셰비키                                     | 볼셰비키                         |                                                      |                                  | 스타소바                              | 집단지도 체제                                                                 |
| 2                                |                                  | 니콜라이 포드보이스키 1880년–1948년                   | 1917년 11월 15일                 | 1918년 3월 13일                  | 118                              | 볼셰비키                                     | 볼셰비키                         |                                                      | 레닌                             | 스타소바 스베르들로프                 |                                                                               |
| 3                                |                                  | 레프 트로츠키 1879년–1940년                           | 1918년 3월 13일                  | 1925년 1월 15일                  | 2500                             | 러시아 공산당                                | 러시아 공산당                    | 칼리닌                                               | 레닌                             | 스타소바 크레스틴스키 몰로토프 스탈린 | 혁군평의회 주석 겸임                                                          |
| 4                                |                                  | 미하일 프룬제 1885년–1925년                           | 1925년 1월 15일                  | 1925년 10월 31일                 | 289                              | 러시아 공산당                                | 러시아 공산당                    | 칼리닌                                               | 리코프                           | 스탈린                                | 혁군평의회 주석 겸임                                                          |
| 5                                |                                  | 클리멘트 보로실로프 1881년–1969년                     | 1925년 11월 6일                  | 1934년 6월 20일                  | 3148                             | 전연방 공산당                                | 전연방 공산당                    | 칼리닌                                               | 리코프 몰로토프                  | 스탈린                                |                                                                               |
| 국방인민위원 (1934년–1946년)     | 국방인민위원 (1934년–1946년)     | 국방인민위원 (1934년–1946년)                          | 국방인민위원 (1934년–1946년)     | 국방인민위원 (1934년–1946년)     | 국방인민위원 (1934년–1946년)     | 해군인민위원 (1937년–1946년)                 | 해군인민위원 (1937년–1946년)     | 해군인민위원 (1937년–1946년)                         | 해군인민위원 (1937년–1946년)     | 해군인민위원 (1937년–1946년)          | 해군인민위원 (1937년–1946년)                                                  |
| 1                                |                                  | 클리멘트 보로실로프 소비에트 연방원수 1881년–1969년   | 1934년 6월 20일                  | 1940년 5월 7일                   | 2148                             | 1                                            |                                  | 표트르 스미르노프 1등 정치장교 1897년–1939년         | 1937년 12월 30일                 | 1938년 6월 30일                       | 182                                                                           |
| 2                                |                                  | 세묜 티모셴코 소비에트 연방원수 1881년–1969년         | 1940년 5월 7일                   | 1941년 7월 19일                  | 438                              | 3                                            |                                  | 미하일 프리놉스키 1등 정치장교 1878년–1953년         | 1938년 9월 8일                   | 1939년 3월 20일                       | 193                                                                           |
| 3                                |                                  | 이오시프 스탈린 소비에트 연방원수 1878년–1953년       | 1941년 7월 19일                  | 1946년 2월 25일                  | 1682                             | 3                                            |                                  | 니콜라이 쿠즈네초프 부제독 1904년–1974년             | 1939년 4월 28일                  | 1946년 2월 25일                       | 2495                                                                          |
| 군무인민위원 (1946년)            |                                  |                                                       |                                  |                                  |                                  |                                              |                                  |                                                      |                                  |                                       |                                                                               |
| 1                                |                                  | 이오시프 스탈린 소비에트 연방대원수 1878년–1953년     | 1946년 2월 25일                  | 1946년 3월 15일                  | 18                               | 전연방 공산당                                | 전연방 공산당                    | 칼리닌                                               | 스탈린                           | 스탈린                                |                                                                               |
| 군무장관 (1946년–1950년)         |                                  |                                                       |                                  |                                  |                                  |                                              |                                  |                                                      |                                  |                                       |                                                                               |
| 1                                |                                  | 이오시프 스탈린 소비에트 연방대원수 1878년–1953년     | 1946년 3월 15일                  | 1947년 3월 3일                   | 353                              | 전연방 공산당                                | 전연방 공산당                    | 시베르니크                                           | 스탈린                           | 스탈린                                |                                                                               |
| 2                                |                                  | 니콜라이 불가닌 소비에트 연방원수 1895년–1975년       | 1947년 3월 3일                   | 1949년 3월 24일                  | 752                              | 전연방 공산당                                | 전연방 공산당                    | 시베르니크                                           | 스탈린                           | 스탈린                                |                                                                               |
| 3                                |                                  | 알렉산드르 바실렙스키 소비에트 연방원수 1895년–1977년 | 1949년 3월 24일                  | 1950년 2월 25일                  | 338                              | 전연방 공산당                                | 전연방 공산당                    | 칼리닌                                               | 스탈린                           | 스탈린                                |                                                                               |
| 전쟁장관 (1950년–1953년)         | 전쟁장관 (1950년–1953년)         | 전쟁장관 (1950년–1953년)                              | 전쟁장관 (1950년–1953년)         | 전쟁장관 (1950년–1953년)         | 전쟁장관 (1950년–1953년)         | 해군장관 (1950년–1953년)                     | 해군장관 (1950년–1953년)         | 해군장관 (1950년–1953년)                             | 해군장관 (1950년–1953년)         | 해군장관 (1950년–1953년)              | 해군장관 (1950년–1953년)                                                      |
| 1                                |                                  | 알렉산드르 바실렙스키 소비에트 연방원수 1895년–1977년 | 1950년 2월 25일                  | 1953년 3월 15일                  |                                  | 1                                            |                                  | 이반 유마셰프 제독 1895년–1972년                     | 1950년 2월 25일                  | 1951년 7월 20일                       |                                                                               |
| 1                                | 2                                | 알렉산드르 바실렙스키 소비에트 연방원수 1895년–1977년 | 1950년 2월 25일                  | 1953년 3월 15일                  |                                  | 니콜라이 쿠즈네초프 함대사령관 1904년–1974년 | 1951년 7월 20일                  | 1953년 3월 15일                                      |                                  |                                       |                                                                               |
| 국방장관 (1953년–1991년)         |                                  |                                                       |                                  |                                  |                                  |                                              |                                  |                                                      |                                  |                                       |                                                                               |
| 1                                |                                  | 니콜라이 불가닌 소비에트 연방원수 1895년–1975년       | 1953년 3월 15일                  | 1955년 2월 9일                   |                                  | 소련 공산당                                  | 소련 공산당                      | 보로실로프                                           | 말렌코프                         | 흐루쇼프                              |                                                                               |
| 2                                |                                  | 게오르기 주코프 소비에트 연방원수 1896년–1974년       | 1955년 2월 9일                   | 1957년 10월 26일                 |                                  | 소련 공산당                                  | 소련 공산당                      | 보로실로프                                           | 불가닌                           | 흐루쇼프                              | 반당집단 사건으로 해임                                                        |
| 3                                |                                  | 로디온 말리놉스키 소비에트 연방원수 1898년–1967년     | 1957년 10월 26일                 | 1967년 3월 31일                  |                                  | 소련 공산당                                  | 소련 공산당                      | 보로실로프 브레즈네프 미코얀 포드고르니              | 흐루쇼프 코시긴                  | 흐루쇼프 브레즈네프                   | 재임 중 사망                                                                  |
| 4                                |                                  | 안드레이 그레치코 소비에트 연방원수 1903년–1976년     | 1967년 4월 12일                  | 1976년 4월 26일                  |                                  | 소련 공산당                                  | 소련 공산당                      | 포드고르니                                           | 코시긴                           | 브레즈네프                            | 재임 중 사망                                                                  |
| 5                                |                                  | 드미트리 우스티노프 소비에트 연방원수 1908년–1984년   | 1976년 7월 30일                  | 1984년 12월 20일                 |                                  | 소련 공산당                                  | 소련 공산당                      | 브레즈네프 쿠즈네초프 안드로포프 쿠즈네초프 체르넨코 | 코시긴 티호노프                  | 브레즈네프 안드로포프 체르넨코        | 재임 중 사망                                                                  |
| 6                                |                                  | 세르게이 소콜로프 소비에트 연방원수 1911년–2012년     | 1984년 12월 22일                 | 1987년 5월 30일                  |                                  | 소련 공산당                                  | 소련 공산당                      | 체르넨코 쿠즈네초프 그로미코                         | 티호노프 리즈코프                | 체르넨코 고르바초프                   | 마티아스 루스트 사건으로 해임                                                 |
| 7                                |                                  | 드미트리 야조프 소비에트 연방원수 1924년–2020년       | 1987년 5월 30일                  | 1991년 8월 23일                  |                                  | 소련 공산당                                  | 소련 공산당                      | 그로미코 고르바초프                                  | 리즈코프 파블로프                | 고르바초프                            | 8월 쿠데타 사건 당시 GKChP에 가담해 해임, 2020년 2월 지병으로 사망, 향년 96세 |
| 8                                |                                  | 예브게니 샤포시니코프 항공상원수 1942년–2020년        | 1991년 8월 23일                  | 1991년 12월 21일                 |                                  | 소련 공산당                                  | 소련 공산당                      | 고르바초프                                           | 실라예프                         | 이바시코                              | 2020년 퇴임 29년 만에 코로나바이러스감염증-19에 감염되어 사망, 향년 78세      |

## 같이 보기
- 소련 국방부
- 러시아 국방부
- 체게트